# Atletisme als Jocs Olímpics d'Estiu de 2024 - 10000m masculí
La prova de 10.000m masculina d'Atletisme als Jocs Olímpics de París 2024 va ser la 26a edició de l'esdeveniment en unes Olimpíades. La prova es va disputar el 2 d'agost del 2024 a l'Stade de France de París.
L'ugandès Joshua Cheptegei va guanyar la medalla d'or, després d'imposar-se a la final amb un rècord olímpic, fent una marca de 26:43.14 minuts. Això va suposar la primera medalla d'or en la història de la prova pel país africà. La medalla de plata va ser per l'etíop Berihu Aregawi, qui va fer un temps de 26:43.44. La medalla de bronze se la va endur l'estatunidenc Grant Fisher, qui va quedar tercer amb una marca de 26:43.46 minuts, en una de les finals més igualades dels últims temps.
L'equip de Finlàndia és la selecció més guardonada, amb 7 medalles d'or, 4 medalles de plata i 4 medalles de bronze, en les 26 edicions que l'esdeveniment ha estat present als Jocs Olímpics. Els finlandesos Lasse Viren i Paavo Nurmi, els etíops Kenenisa Bekele i Haile Gebrselassie, el britànic Mo Farah i el txecoslovac Emil Zatopek, amb 2 medalles d'or cadascú, són els atletes més guardonats en tota la història de la competició.

## Format
Els 10.000 metres és una prova de fons de l'atletisme que consisteix a córrer 25 voltes a la pista olímpica en el menor temps possible. La competició únicament va consistir en una sola cursa, on hi van participar els 27 atletes classificats. Els 3 atletes que van quedar al capdavant, van obtenir les medalles.

## Classificació
Hi havia diverses maneres de classificar-se per la prova olímpica. La forma principal fou superant la marca estàndard de classificació (que per aquesta edició eren 27:00.00 minuts), en qualsevol prova organitzada o supervisada per la Federació Internacional d'Atletisme, entre el 31 de desembre de 2022 i el 30 de juny de 2024. Els llocs sobrants, van ser pels atletes que no van aconseguir aquesta marca, mitjançant el rànquing de camp a través, el rànquing atlètic  i les places d'invitació.
| Mètode de classificació     | Places | País            | Atleta                        |
| --------------------------- | ------ | --------------- | ----------------------------- |
| Marca estàndard - 27:00.00' | 3      | Estats Units    | Grant Fisher                  |
| Marca estàndard - 27:00.00' | 3      | Estats Units    | Woody Kincaid                 |
| Marca estàndard - 27:00.00' | 3      | Estats Units    | Nico Young                    |
| Marca estàndard - 27:00.00' | 3      | Etiòpia         | Berihu Aregawi                |
| Marca estàndard - 27:00.00' | 3      | Etiòpia         | Selemon Barega                |
| Marca estàndard - 27:00.00' | 3      | Etiòpia         | Yomif Kejelcha                |
| Marca estàndard - 27:00.00' | 3      | Kenya           | Benard Kibet                  |
| Marca estàndard - 27:00.00' | 3      | Kenya           | Nicholas Kipkorir             |
| Marca estàndard - 27:00.00' | 3      | Kenya           | Daniel Mateiko                |
| Marca estàndard - 27:00.00' | 2      | Uganda          | Joshua Cheptegei              |
| Marca estàndard - 27:00.00' | 2      | Uganda          | Jacob Kiplimo                 |
| Marca estàndard - 27:00.00' | 1      | Bahrain         | Birhanu Balew                 |
| Marca estàndard - 27:00.00' | 1      | Canadà          | Mohammed Ahmed                |
| Marca estàndard - 27:00.00' | 1      | Eritrea         | Merhawi Mebrahtu              |
| Marca estàndard - 27:00.00' | 1      | Sud-àfrica      | Adriaan Wildschutt            |
| Rànquing camp a través      | 2      | Burundi         | Rodrigue Kwizera              |
| Rànquing camp a través      | 2      | Burundi         | Célestin Ndikumana            |
| Rànquing camp a través      | 2      | Espanya         | Thierry Ndikumwenayo          |
| Rànquing camp a través      | 2      | Espanya         | Abdessamad Oukhelfen          |
| Rànquing camp a través      | 1      | Bèlgica         | Isaac Kimeli                  |
| Rànquing camp a través      | 1      | França          | Yann Schrub                   |
| Rànquing camp a través      | 1      | Ruanda          | Yves Nimubona                 |
| Rànquing camp a través      | 1      | Uganda          | Martin Magengo Kiprotich      |
| Rànquing atlètic            | 1      | França          | Jimmy Gressier                |
| Rànquing atlètic            | 1      | Japó            | Tomoki Ota                    |
| Places reallotjades         | 1      | Japó            | Jun Kasai                     |
| Places d'invitació          | 1      | Equip Refugiats | Jamal Abdelmaji Eisa Mohammed |

## Rècords
Abans de la prova, els rècords eren els següents:
| Rècord             | Atleta                    | Temps    | Lloc        | Data                  |
| ------------------ | ------------------------- | -------- | ----------- | --------------------- |
| Rècord del Món     | Joshua Cheptegei          | 26:11.00 | València    | 7 d'octubre de 2020   |
| Rècord Olímpic     | Kenenisa Bekele           | 27:01.17 | Pequín      | 17 d'agost de 2008    |
| Rècord Àfrica      | Joshua Cheptegei          | 26:11.00 | València    | 7 d'octubre de 2020   |
| Rècord Àsia        | Ahmad Hassan Abdullah     | 26:38.76 | Brussel·les | 5 de setembre de 2003 |
| Rècord Europa      | Mo Farah                  | 26:46.57 | Eugene      | 3 de juny de 2011     |
| Rècord NACAC       | Grant Fisher              | 26:33.84 | Califòrnia  | 6 de març de 2022     |
| Rècord Oceania     | Jack Reiner               | 27:09.57 | Califòrnia  | 16 de març de 2024    |
| Rècord Sud-amèrica | Marilson Gomes dos Santos | 27:28.12 | Neerpelt    | 2 de juny de 2007     |

## Competició

### Final
La final es va disputar el 2 d'agost de 2024 a les 21:20h.
| Posició | Atleta                        | País            | Temps       |
| ------- | ----------------------------- | --------------- | ----------- |
| 1       | Joshua Cheptegei              | Uganda          | 26:43.14 OR |
| 2       | Berihu Aregawi                | Etiòpia         | 26:43.44    |
| 3       | Grant Fisher                  | Estats Units    | 26:43.46    |
| 4       | Mohammed Ahmed                | Canadà          | 26:43.79    |
| 5       | Benard Kibet                  | Kenya           | 26:43.98 PB |
| 6       | Yomif Kejelcha                | Etiòpia         | 26:44.02    |
| 7       | Selemon Barega                | Etiòpia         | 26:44.48    |
| 8       | Jacob Kiplimo                 | Uganda          | 26:46.39    |
| 9       | Thierry Ndikumwenayo          | Espanya         | 26:49.49 NR |
| 10      | Adriaan Wildschutt            | Sud-àfrica      | 26:50.64 NR |
| 11      | Daniel Mateiko                | Kenya           | 26:50.83    |
| 12      | Nico Young                    | Estats Units    | 26:58.11    |
| 13      | Jimmy Gressier                | França          | 26:58.67 NR |
| 14      | Nicholas Kipkorir             | Kenya           | 27:23.97    |
| 15      | Merhawi Mebrahtu              | Eritrea         | 27:24.25    |
| 16      | Woody Kincaid                 | Estats Units    | 27:29.40    |
| 17      | Birhanu Balew                 | Bahrain         | 27:30.94    |
| 18      | Jamal Abdelmaji Eisa Mohammed | Equip Refugiats | 27:35.92 PB |
| 19      | Isaac Kimeli                  | Bèlgica         | 27:51.52    |
| 20      | Jun Kasai                     | Japó            | 27:53.18    |
| 21      | Yves Nimubona                 | Ruanda          | 27:54.12 PB |
| 22      | Martin Magengo Kiprotich      | Uganda          | 28:20.72 PB |
| 23      | Abdessamad Oukhelfen          | Espanya         | 28:21.90    |
| 24      | Tomoki Ota                    | Japó            | 29:12.48    |
| 25      | Yann Schrub                   | França          | DNF         |
| 26      | Rodrigue Kwizera              | Burundi         | DNS         |
| 27      | Célestin Ndikumana            | Burundi         | DNS         |

## Medaller històric
| Posició | País           | Or | Argent | Bronze | Total |
| ------- | -------------- | -- | ------ | ------ | ----- |
| 1       | Finlàndia      | 7  | 4      | 4      | 15    |
| 2       | Etiòpia        | 6  | 4      | 6      | 16    |
| 3       | Regne Unit     | 2  | 1      | 2      | 5     |
| 4       | URSS           | 2  | 0      | 1      | 3     |
| 4       | Marroc         | 2  | 0      | 1      | 3     |
| 6       | Txecoslovàquia | 2  | 0      | 0      | 2     |
| 7       | Kenya          | 1  | 4      | 3      | 8     |
| 8       | Estats Units   | 1  | 2      | 1      | 4     |
| 9       | Uganda         | 1  | 1      | 1      | 3     |
| 10      | Itàlia         | 1  | 1      | 0      | 2     |
| 11      | Polònia        | 1  | 0      | 0      | 1     |
| 12      | França         | 0  | 3      | 0      | 3     |
| 13      | Suècia         | 0  | 1      | 2      | 3     |
| 14      | Tunísia        | 0  | 1      | 1      | 2     |
| 15      | Portugal       | 0  | 1      | 0      | 1     |
| 15      | Bèlgica        | 0  | 1      | 0      | 1     |
| 15      | Alemanya       | 0  | 1      | 0      | 1     |
| 15      | Hongria        | 0  | 1      | 0      | 1     |
| 19      | Austràlia      | 0  | 0      | 3      | 3     |
| 20      | Eritrea        | 0  | 0      | 1      | 1     |